# David Clarkson (football)
Pour les articles homonymes, voir Clarkson.
David Clarkson, né le 10 septembre 1985 à Bellshill (Écosse), est un footballeur international écossais qui évolue au poste d'attaquant.

## Carrière

### En club
Clarkson quitte Motherwell pour Bristol City à l'été 2009 et s'engage pour une durée de trois saisons.
Au début de la saison 2010-2011, il part un mois en prêt à Brentford.

### Carrière internationale
David Clarkson compte deux sélections en équipe d'Écosse. Sa première titularisation a lieu le 30 mai 2008 à l'occasion de la rencontre République tchèque-Écosse, qui se termine sur le score de 3-1 pour les Tchèques. Pour sa première sélection, Clarkson inscrit le seul but écossais du match.